# Schweizer Französisch

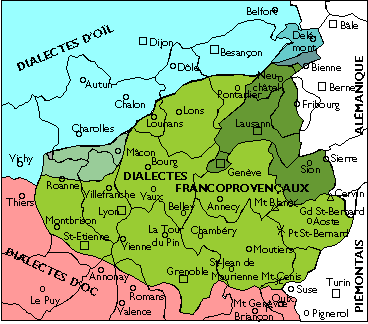
Verbreitung des Frankoprovenzalischen (grün), Französischen (Dialectes d’oïl) (blau) und Okzitanischen (Dialectes d’oc) (rot)

Das Schweizer Französisch ist die Varietät der französischen Sprache, die in der französischsprachigen Schweiz geschrieben und gesprochen wird. In der Deutschschweiz wird dafür auch die Bezeichnung Welsch verwendet.
Das Schweizer Französisch unterscheidet sich nur in Eigenheiten des Wortschatzes und teils der Aussprache von der Standardsprache. Damit ist es das Westschweizer Analog zum Schweizer Hochdeutsch, aber nicht vergleichbar mit dem Schweizerdeutsch, das für Standarddeutsch Sprechende mitunter schwer verständlich ist.

## Geschichte
In der französischsprachigen Schweiz war der Dialekt (Patois) früher die übliche Alltagssprache, der heute aber als nahezu ausgestorben gilt. Im grössten Teil der Romandie handelte es sich dabei um frankoprovenzalische Mundarten, im nördlichen Kanton Neuenburg, im Berner Jura und im Kanton Jura hingegen um Dialekte, welche (wie Standardfranzösisch) zur Gruppe der Langues d’oïl gehörten.
Der Sprachwandel vollzog sich zuerst in den reformierten, im 19. und 20. Jahrhundert auch in den katholischen Gebieten. Die verschiedenen Bewertungen der Sprachen zeigte sich, als der Berner Nationalrat Virgile Rossel das Gemisch von Patois und Hochfranzösisch in den amtlichen Karten der Schweiz beanstandete. Im Jahr 1910 ersuchte Rossel die Landesregierung um eine systematische «Französisierung» der geografischen Namen in der Romandie. Der Bundesrat und die Landestopografie erachteten Rossels Vorschlag als nicht akzeptabel. Sie betonten, dass amtliche Karten kein Experimentierfeld für sprachpolitische Massnahmen seien. Stattdessen sollten sie die geografischen Namen so wiedergeben, wie sie der lokalen Bevölkerung vertraut waren. Zudem müsse eine topografische Karte die Gegenwart und nicht eine hypothetische Zukunft beschreiben.
1990 sprachen und verstanden noch 2 % der frankophonen Bevölkerung der Schweiz Patois, zusätzlich zum heute vorherrschenden Standardfranzösischen. Frankoprovenzalische Dialekte haben sich am besten in einigen Walliser Gemeinden wie Evolène, Savièse oder Nendaz gehalten, während das Neuenburgerfranzösisch als ausgestorben gilt. Eine gewisse Pflege erhalten die Dialekte durch Patois-Vereine, aber auch Sprachkurse sowie in Lokalzeitungen wie dem Walliser «Nouvelliste».

## Heutiges Schweizer Französisch
Im Grossen und Ganzen entspricht das schweizerische Französisch dem Standardfranzösisch, so dass sich Bürger aus dem Nachbarland Frankreich und französischsprachige Schweizer (Romands) problemlos verständigen können.  Trotz der starken Normalisierung kennt das in der Romandie gesprochene Französisch aber zahlreiche Eigenheiten im Wortschatz und einige in der Aussprache.
Typisch westschweizerische Regionalismen sind zum Beispiel gendarme couché «Verkehrsberuhigung mit künstlicher Bodenwelle», wofür man in Frankreich dos d’âne sagt; boguet statt mobylette für das Moped, cornet statt sac für die Tragtasche, moque statt morve für den Nasenschleim, minon statt mouton für Staubflocken, roille statt averse für den Regenschauer oder Regenguss, s’encoubler oder s’achouper statt s’empêtrer für sich verstricken, former statt les faire für (die Schuhe) eintragen. Chiclette statt chewing-gum teilt sich die Westschweiz mit dem belgischen Wallonien. In der Westschweizer Umgangssprache sind als Verstärkungswörter etwa monstre und pire üblich, in Frankreich très, trop für «sehr», avoir de l’eau à la cave statt avoir le feu au plancher, aller aux fraises oder aller à la pêche aux moules für zu kurze Hosen tragen, «Hochwasser haben». Eigenständig sind naturgemäss viele Begriffe im Bereich von Staat und Verwaltung, so zum Beispiel Grand Conseil für das Kantonsparlament, Conseil d’Etat für die Kantonsregierung und votation für Volksabstimmung.
Bei manchen Westschweizer Regionalismen handelt es sich um Germanismen, wie zig-zag-zoug statt des in Frankreich gängigen plouf-plouf. Das Nikolausgebäck heisst in der Westschweiz grittibänz, in Frankreich brioche de St-Nicolas, das Mobiltelefon natel (ein Akronym für «Nationales Autotelefon») statt portable und ein bestimmter Typ Wäscheständer stewi (benannt nach dem Hersteller Steiner in Winterthur) statt étendoir. Die Germanismen werden insbesondere entlang der Sprachgrenzen verstärkt eingesetzt, etwa vattre et mouttre statt père et mère, poutzer statt nettoyer, speck statt lard oder witz statt blague, sind z. B. im Berner und Neuenburger Jura sowie im angrenzenden Greyerzerland oft benutzte Ausdrücke. Germanismen finden sich auch in übersetzter Form, etwa papier-ménage für «Haushaltspapier», in Frankreich sopalin oder essuie-tous, und in grammatischen Konstruktionen wie attendre sur quelqu’un, quelque chose für «auf jemanden, etwas warten», in Frankreich attendre qn./qc. Germanismen sind aber auch über das Deutsche in die Westschweiz gelangte Romanismen, die in Frankreich unbekannt sind, wie jubilaire für «Jubilar», das in Frankreich kein Äquivalent hat; gymnase für «Gymnasium», in Frankreich lycée, und action für «Aktion, Sonderangebot», in Frankreich promotion commerciale.
Eine weitere Gruppe bilden Archaismen. In der Schweiz wird – wie regional in Frankreich, in Wallonien und in Québec – das «Frühstück» als déjeuner (statt petit déjeuner), das «Mittagessen» als dîner (statt déjeuner) und das «Abendessen» als souper (statt dîner) bezeichnet. Es handelt sich dabei um die älteren Bezeichnungen, die in den Randgebieten des französischen Sprachraums erhalten geblieben sind. In französischer Perspektive ein Archaismus ist auch syndic, womit in manchen Westschweizer Kantonen der «Gemeindepräsident» bezeichnet wird; in Frankreich ist dies heute der maire.
Die Zahlwörter «siebzig» und «neunzig» heissen – wie in Belgien und früher auch in Nordostfrankreich – in den Kantonen Genf, Waadt, Freiburg, Wallis, Neuenburg und Jura sowie im Berner Jura und in der zweisprachigen Stadt Biel/Bienne als septante bzw. nonante statt wie in Frankreich soixante-dix und quatre-vingt-dix. Statt quatre-vingts «achtzig» wird in den Kantonen Waadt, Freiburg und Wallis huitante verwendet.
Auch die Aussprache kennt Unterschiede, indem in der Westschweiz noch Vokalquantitäten und -qualitäten unterschieden werden, die weithin in Frankreich zusammengefallen sind. So werden im Schweizer Französisch generell patte «Pfote» und pâte «Pastete» sowie regional achetais «kaufte» und acheté «gekauft» verschieden ausgesprochen, in Frankreich inzwischen kaum mehr.

## Français fédéral
Als français fédéral («Bundesfranzösisch») wird in der Romandie abwertend ein Französisch bezeichnet, das erkennbar deutschschweizerisch geprägt ist. Die Bezeichnung stammt daher, dass dies besonders häufig auf amtliche Texte der Bundesverwaltung zutrifft, von denen die meisten auf Deutsch verfasst und dann ins Französische übersetzt wurden. Der Dictionnaire suisse romand definiert das français fédéral als «das verdeutschte (oder auch nur falsche) Französisch, das Texten eigen ist, die von der Zentralverwaltung oder von Unternehmen mit Hauptsitz in der deutschsprachigen Schweiz verfasst werden; davon abgeleitet auch das verdeutschte oder falsche Französisch der Deutschschweizer (und schlussendlich der Romands)».
Das français fédéral ist ein Ausdruck sprachlicher Interferenz in der mehrsprachigen Schweiz, welche ähnlich auch im Verhältnis zwischen Schweizerdeutsch und Standarddeutsch auftritt. Es ist oft die Folge einer sehr wortgetreuen oder wenig aufmerksamen Übersetzung aus dem Deutschen ins Französische, welche zur Folge hat, dass die dem Deutschen eigene Satzstruktur, Argumentationsweise oder stehenden Wendungen ins Französische übernommen werden, was Personen französischer Muttersprache unangenehm auffällt. Auch falsche Freunde gehören zu den Übersetzungsschwierigkeiten, die sich im français fédéral niederschlagen, so wird etwa «Protokoll» mit «protocole» statt «procès-verbal» übersetzt.
Die Satiriker der Romandie nutzen das français fédéral – pidgin-artig und stets mit starkem schweizerdeutschem Akzent vorgetragen – gerne zur Karikierung von Politikern der deutschsprachigen Schweiz. Indirekt üben sie damit auch Kritik an der Bundesbürokratie und an der Geringschätzung des Französischen durch die deutschsprachige Mehrheit.